# 1761 na literatura

## Nascimentos
| Data           | Nome                     | Profissão                                               | Nacionalidade                  | Observações | Ref   |
| -------------- | ------------------------ | ------------------------------------------------------- | ------------------------------ | ----------- | ----- |
| 8 de março     | Jan Potocki              | nobre, militar, etnólogo, egiptólogo, linguista e autor | República das Duas Nações      | m. 1815     | [ 1 ] |
| 3 de maio      | August von Kotzebue      | dramaturgo e escritor                                   | Sacro Império Romano-Germânico | m. 1819     | [ 2 ] |
| 11 de setembro | José Agostinho de Macedo | padre e escritor                                        | Portugal                       | m. 1831     |       |

## Mortes
| Data | Nome | Profissão | Nacionalidade | Observações | Ref |
| ---- | ---- | --------- | ------------- | ----------- | --- |